# Lili Iwanowa
Lili Iwanowa (bułg. Лили Иванова, ur. 24 kwietnia 1939 w Kubrat) – bułgarska piosenkarka. 
Córka Marii i Iwana Damianowa. W 1959 ukończyła technikum medyczne w Warnie i rozpoczęła pracę pielęgniarki w szpitalu w Kubracie. Od 1961 poświęciła się karierze piosenkarskiej. W 1966 zdobyła III nagrodę na Festiwalu Piosenki w Sopocie, gdzie zaśpiewała utwór Защо така.
Wydała 31 albumów, ponad 500 singli i wystąpiła w 10 tys. koncertów na żywo.